# Mount Normann
Mount Normann ist ein 1238 m hoher Berg im Südosten Südgeorgiens. Er ragt 1,5 km nördlich der Smaaland Cove auf.
Der South Georgia Survey nahm während seiner von 1951 bis 1957 dauernden Kampagne Vermessungen vor. Das UK Antarctic Place-Names Committee benannte den Berg 1958 nach dem deutschen Chemiker Wilhelm Normann (1870–1939), dessen 1901 entwickeltes Verfahren zur Fetthärtung im Jahr 1907 erstmals bei der Verfestigung von Waltran Anwendung fand.